# Brzesko (gromada w powiecie brzeskim, 1962–1972)
Brzesko (do 29 VI 1962 Okocim) – dawna gromada, czyli najmniejsza jednostka podziału terytorialnego Polskiej Rzeczypospolitej Ludowej w latach 1954–1972.
Gromady, z gromadzkimi radami narodowymi (GRN) jako organami władzy najniższego stopnia na wsi, funkcjonowały od reformy reorganizującej administrację wiejską przeprowadzonej jesienią 1954 do momentu ich zniesienia z dniem 1 stycznia 1973, tym samym wypierając organizację gminną w latach 1954–1972.
Gromadę Brzesko z siedzibą GRN w mieście Brzesko (nie wchodzącym w jej skład) utworzono 30 czerwca 1962 roku w powiecie brzeskim w woj. krakowskim w związku z przeniesieniem siedziby GRN gromady Okocim z Okocimia do Brzeska i przemianowaniem jednostki na gromada Brzesko.
1 stycznia 1969 do gromady Brzesko przyłączono obszar zniesionej gromady Jasień.
W kwietniu 1969 dla gromady ustalono 25 członków gromadzkiej rady narodowej. 1 stycznia 1970 gromada składała się ze wsi: Jasień, Okocim i Poręba Spytkowska.
Gromada przetrwała do końca 1972 roku, czyli do kolejnej reformy gminnej. Z dniem 1 stycznia 1973 roku utworzono gminę Brzesko. 
Uwaga: Gromada Brzesko (o innym składzie) istniała także w latach 1954–56 w powiecie brzeskim.